# Будённый (Волгоградская область)
Будённый — хутор в Киквидзенском районе Волгоградской области России, в составе Чернореченского сельского поселения.

## География
На хуторе имеются три улицы: Буденного, Любимовская и Петровская.

## Население
| 2010 |
| ---- |
| 169  |